# Joan Cantó i Esclús

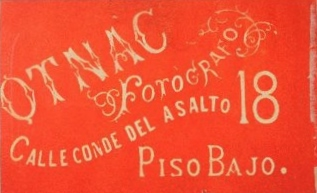
Grafika na fotografiích rodiny Cantó, pro zajímavost psaná pozpátku: Otnac

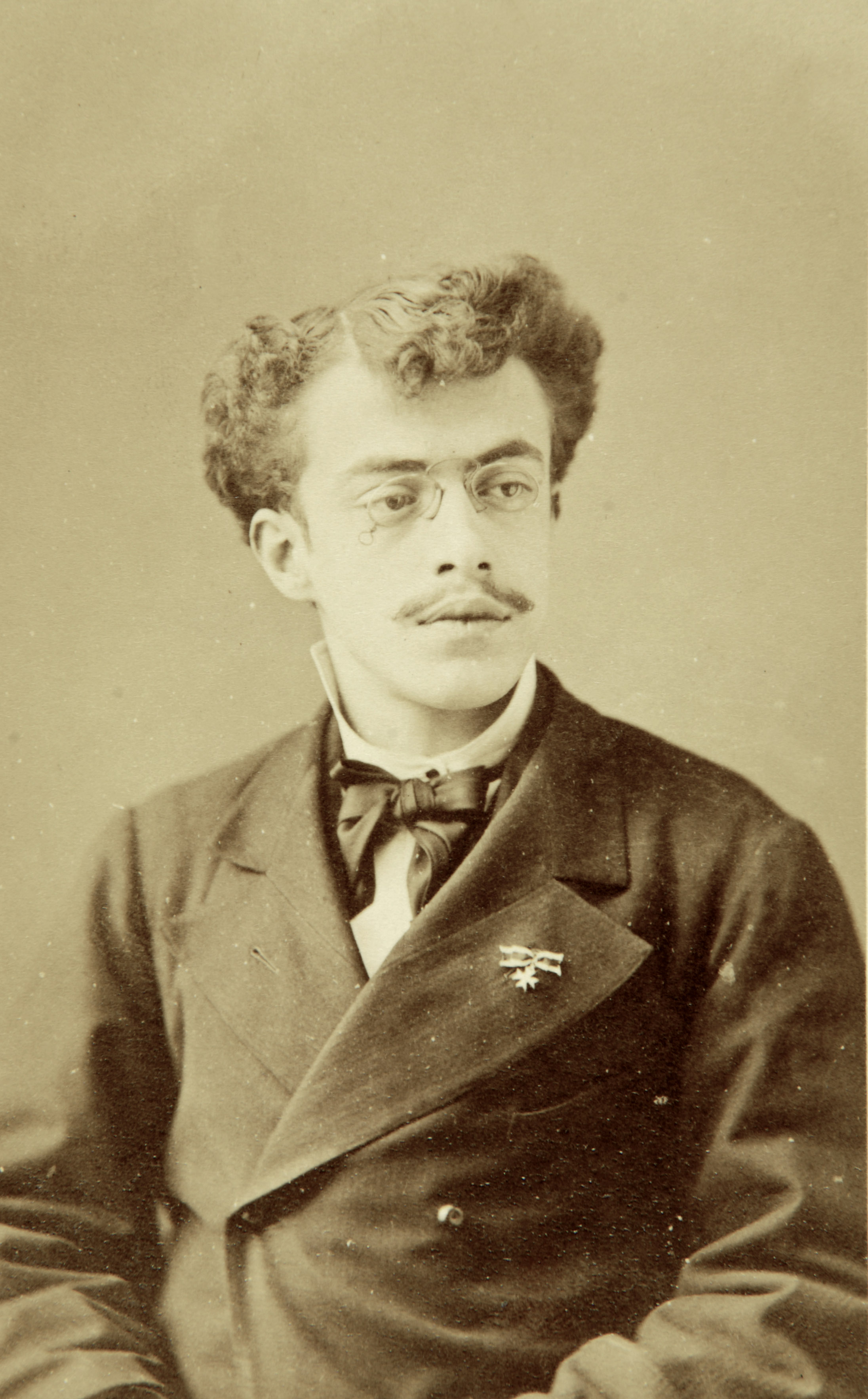
August Cantó i Mas. Portrét publikovaný v nekrologu D. Augusto Cantó y Mas, Barcelona. 1888 Josep Roquer Casadesús. Katalánská knihovna

Joan Cantó i Esclús (* asi 1833, Barcelona) byl španělský fotograf pocházející z linie fotografů a portrétistů působících přibližně v letech 1860 až 1880. V prvních aktivitách Joan Cantó měl za manželku Lluïsa Mas i Tucó, která pokračovala v provozování části studia až do své smrti. Z tohoto svazku se narodili Augusto Cantó i Mas a Joan Cantó i Mas. Rodina měla v Barceloně dvě fotografická studia, kde rozvíjela svou komerční činnost.

## Životopis
Joan Cantó i Esclús a Lluïsa Mas i Tucó se vzali ve farnosti Sant Miquel v Barceloně 25. července 1855. Synu Joan a Terezy, Joan Cantó bylo v té době 22 let a byl obchodníkem z povolání. Lluïse Mas, dceři Antoniho a Lluis, bylo 20 let. Manželé se přestěhovali na adresu Avinguda Montserrat v Barceloně.
Páru se narodily dvě děti: první, Augusto Cantó i Mas, 8. září 1856 v Barceloně. V letech 1872 až 1876 studoval farmacii a tato studia opustil v době smrti svého otce, aby převzal rodinný podnik, ačkoli je později obnovil. Skutečnost, že pokračoval v péči o otcovo fotografické studio, mu zabránilo plně se věnovat farmacii. Jeho chemické znalosti mu však pomáhaly zlepšit se v oblasti nových fotografických technik, které v té době vznikaly. Augusto Cantó i Mas zemřel ve věku 23 let na plicní chorobu v noci ze 17. na 18. prosince 1879.
Druhým synem byl Joan Cantó i Mas; přesné datum jeho narození není známo, i když se předpokládá, že to bylo v roce 1858. Byl prvním členem rodiny, který byl akademicky vzdělán v umělecké oblasti: mezi lety 1874 a 1878 byl zapsán na Královskou akademii výtvarných umění v Barceloně. Předpokládá se, že po smrti svého staršího bratra pokračoval v rodinném podnikání. Datum jeho smrti není známo.

## Rodinný fotografický podnik
První údaj o fotografické aktivitě Joana Cantó pochází z roku 1860. Ve fotografické sbírce Marès jsou carte de visite tohoto portrétisty. Měl studio na adrese Carrer d'Escudellers č. 8 ve čtvrtém patře, ačkoli v letech 1872-1887 se jeho adresa změnila na Conde del Asalto mezipatro č.p. 18 (Nou de la Rambla). Ràfols, v knize, kterou vydal v roce 1954, vypráví anekdotu o tomto fotografovi: „Cantó, aby dal svému příjmení větší prestiž, jej psal obráceně: Otnac“.
Joan Cantó i Esclús se začali věnovat portrétní fotografii v 60. letech 19. století. Fotografie se objevila v roce 1839 ve městě Barcelona a ve 40. letech 19. století se objevila nová profese portrétisty. Z fotografie se stal průmyslový obchod a v šedesátých letech 19. století v Barceloně již existovalo asi třicet fotografických studií, což je počet, který se v následujících letech ještě zvýšil. Většina nových portrétních studií byly rodinné firmy, jedním z nich byla rodina Cantó.

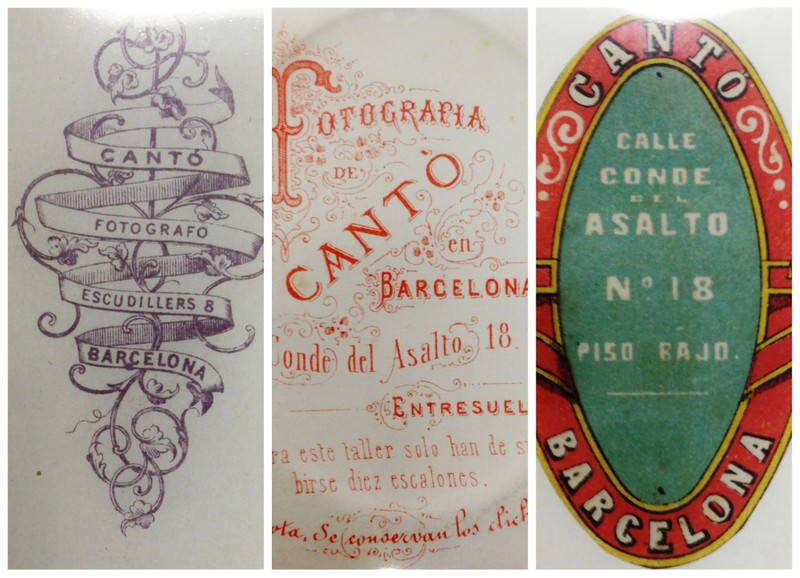
Zadní strana různých fotografií rodiny Cantóů podle situace podniku: Carrer Escudellers nebo Carrer Conde de Asalto.

Jak jeho podnikání získalo určitou pověst, Joan Cantó i Esclús začlenil několik obchodních názvů, aby získal větší prestiž: Cantó, Cantó Photography, Cantó fotógrafo, CC (Cantó i Companyia) nebo Otnac (jeho příjmení pozpátku).
Pokud jde o studia, první bylo v šedesátých letech 19. století ve čtvrtém patře čísla 8 na Carrer Escudellers. V roce 1870 se přestěhovali do mezipatra číslo 18 Carrer Conde de Asalto (nyní Carrer Nou de Rambla). Po smrti svého manžela pokračovala v rodinném podnikání Lluïsa Mas i Tucó se svými dvěma dětmi; nejprve s nejstarším synem a poté s mladším bratrem pod jménem Viuda de Cantó e hijos (Vdova po Cantó e hijos).

## Další údaje
Velký počet fotografických studií, které se objevily v Barceloně, mezi nimi zvyšoval konkurenci. Mnozí z nich chtěli fotografovat proslulé postavy své doby, aby měli větší prestiž. Jasný příklad tohoto záměru je vidět v korespondenci mezi Augustem Cantó a španělským politikem a spisovatelem Víctorem Balaguerem. V těchto dopisech jej Augusto Cantó požádal o získání fotografie této slavné osobnosti (dopis ze dne 23. července 1879) a také ho požádal, aby předal dopis panu Sagastovi (Práxedes Mateo Sagasta) 25. července 1879, dopisy zasílané z adresy Asalto čp.18.). Existují také důkazy o dalších korespondencích mezi Rafaelem Areñasem (jednoho z Cantóových konkurentů) a Víctorem Balaguerem, které ukazují stejný účel ze strany fotografa. To naznačuje, že poptávka po zobrazení důležitých osobností té doby byla často umělci využívána.

## Galerie

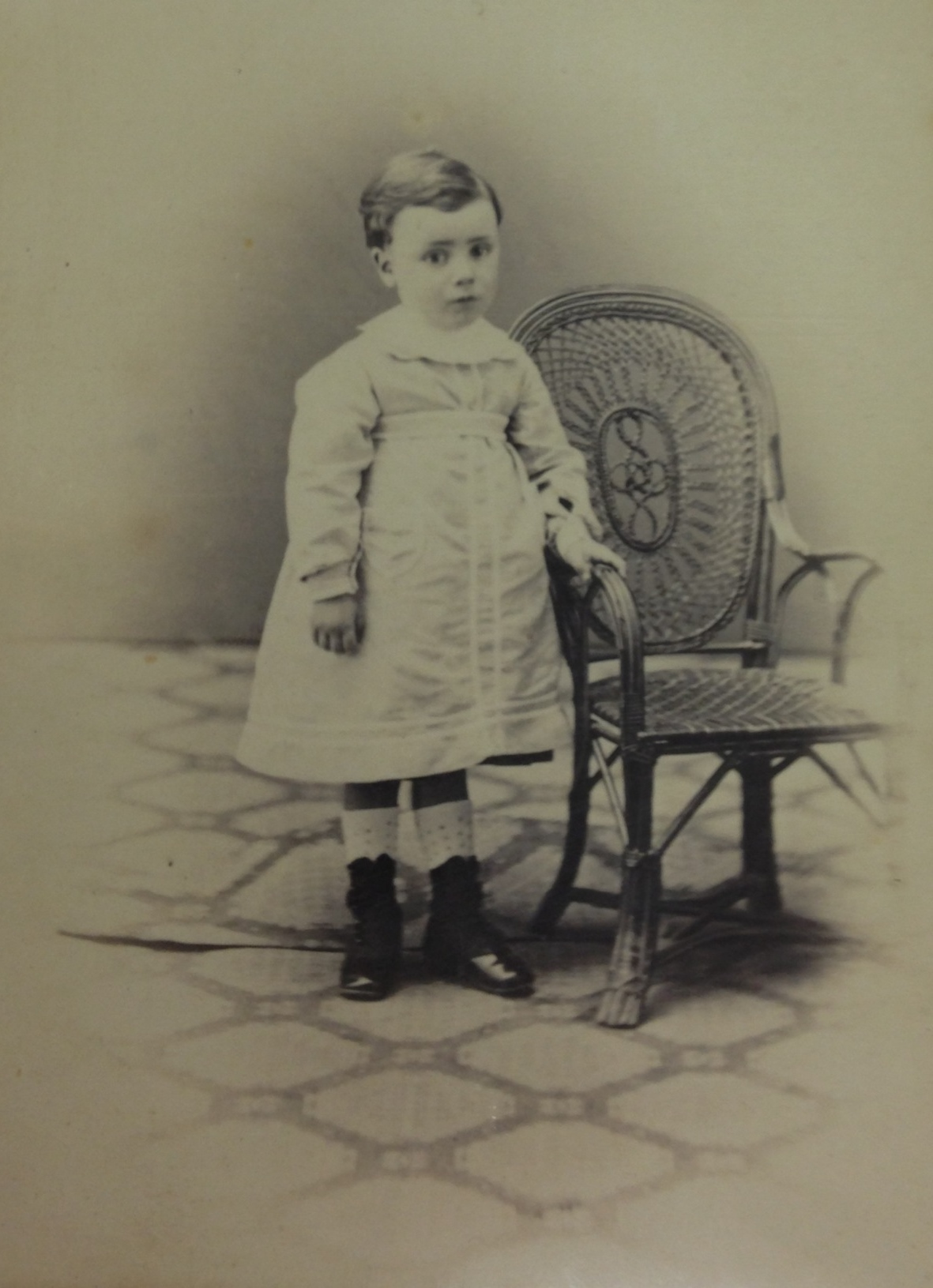
Fotografie dětí v ateliéru
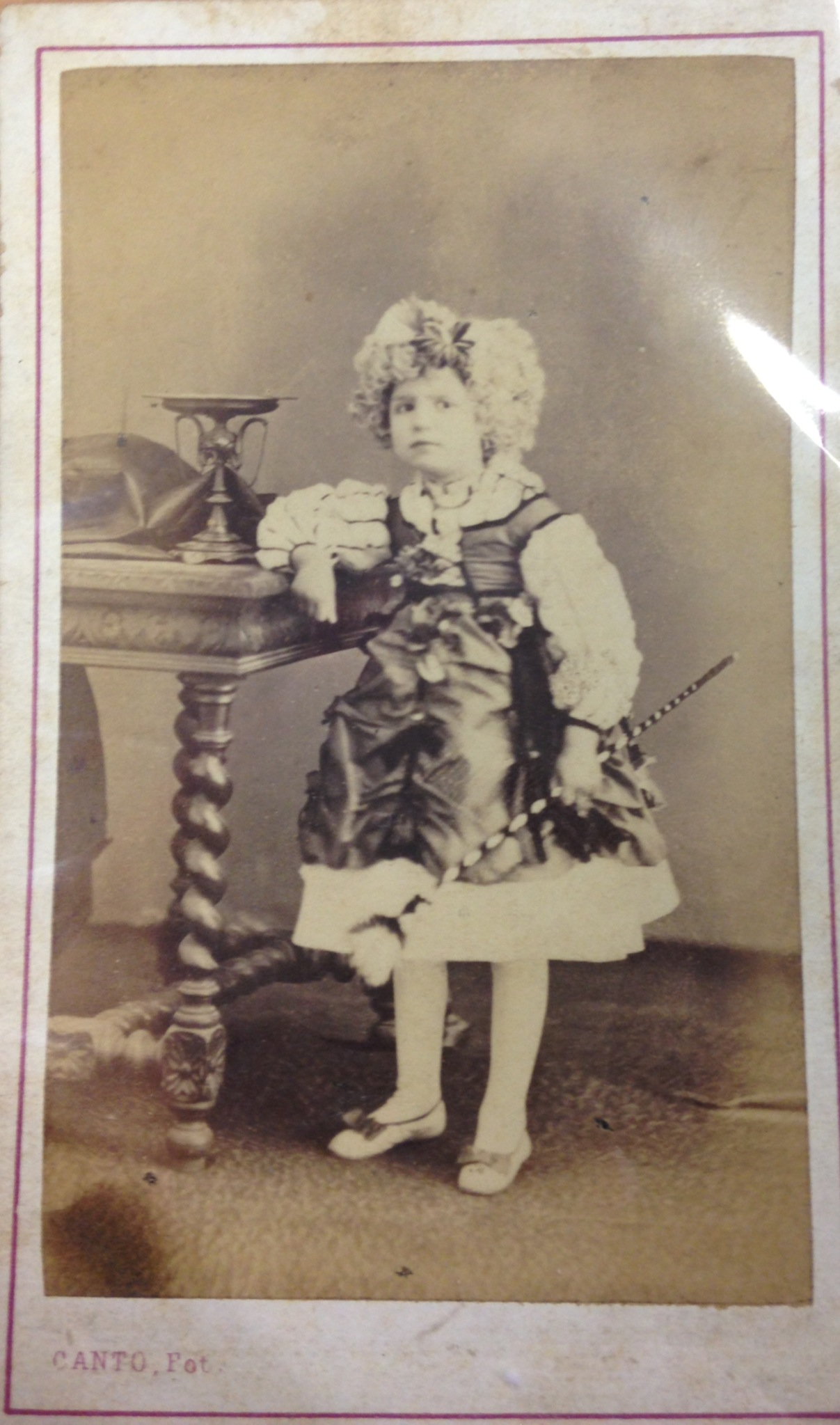
Fotografie dětí v ateliéru
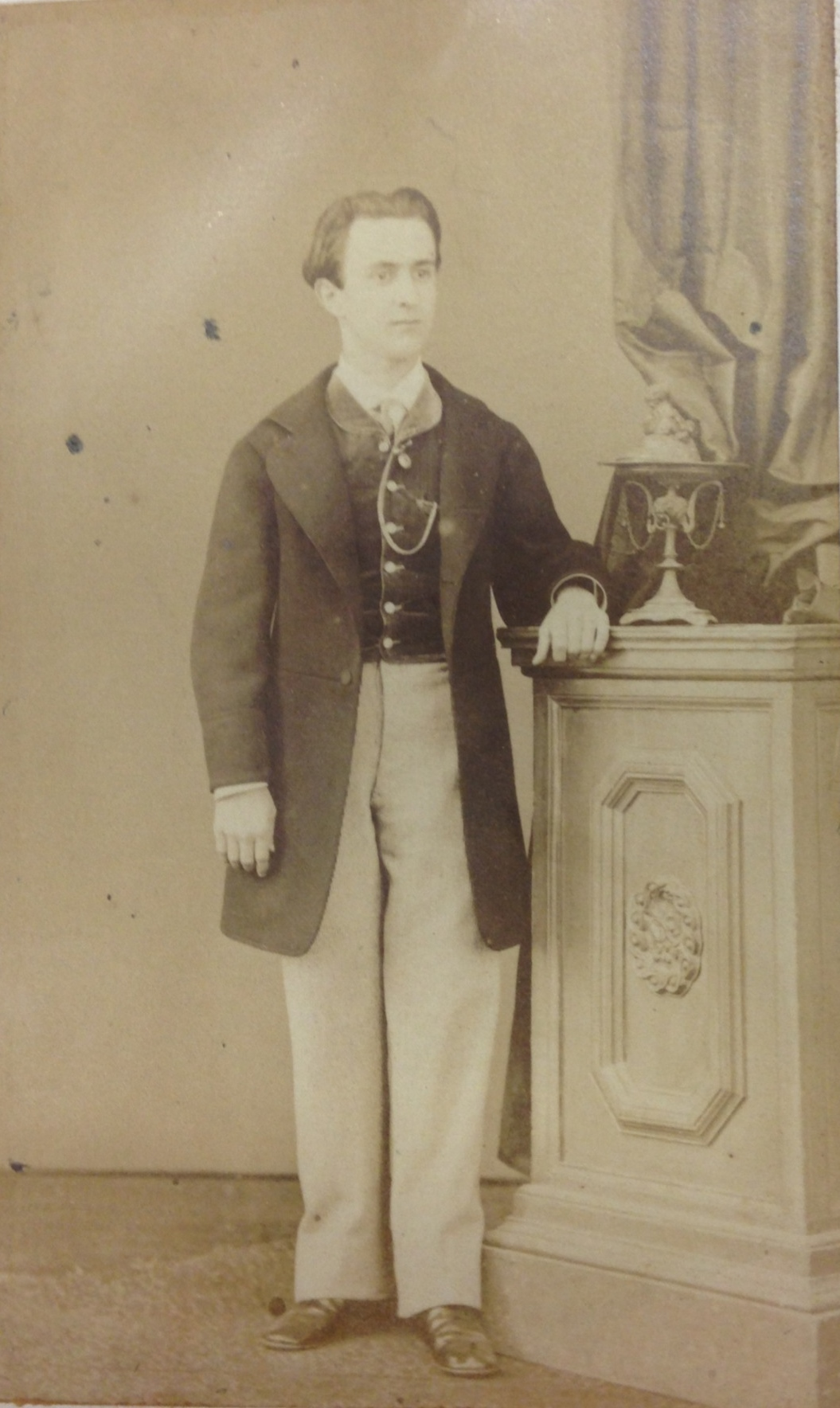
Portrétní fotografie v ateliéru
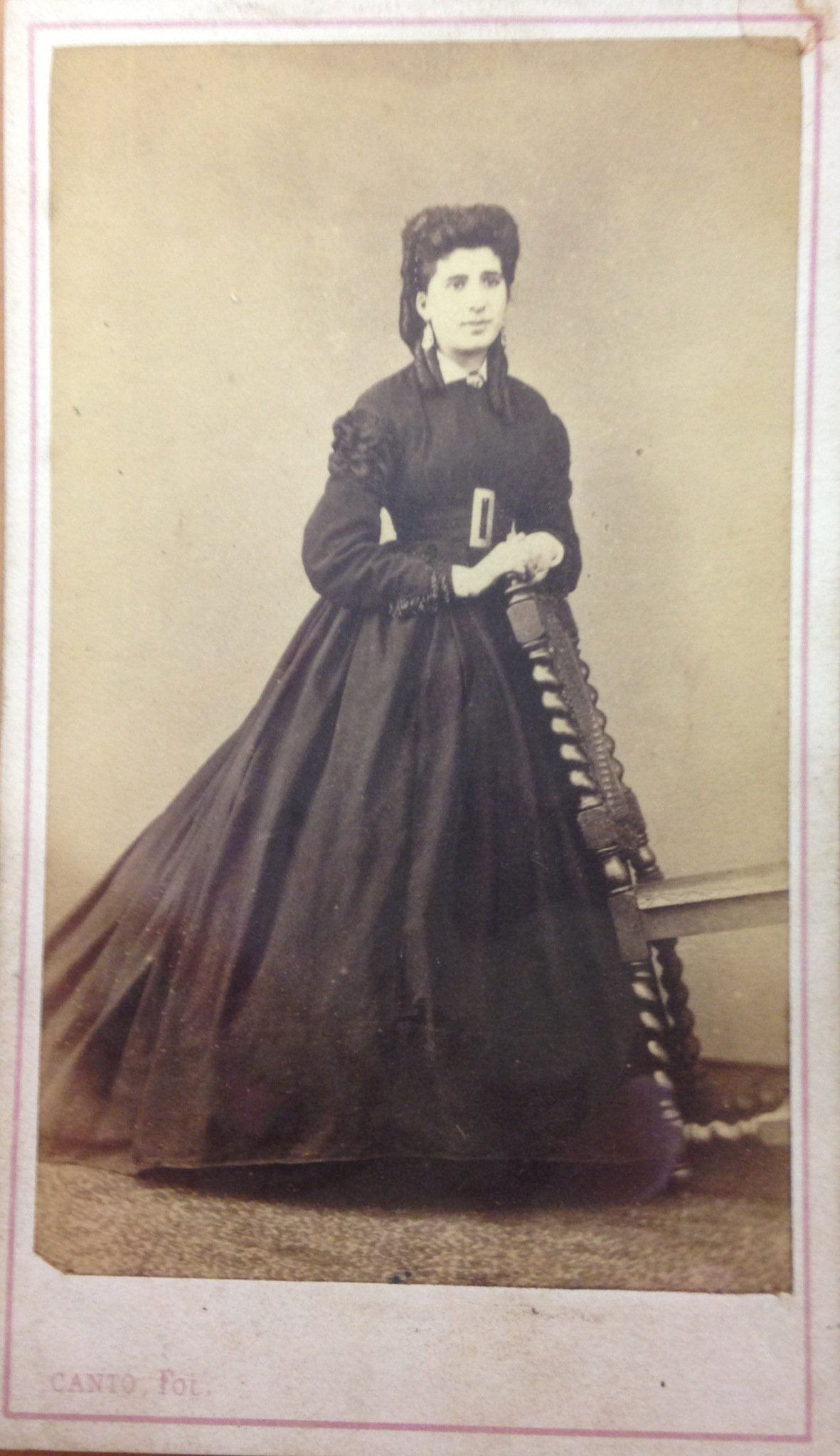
Portrétní fotografie v ateliéru
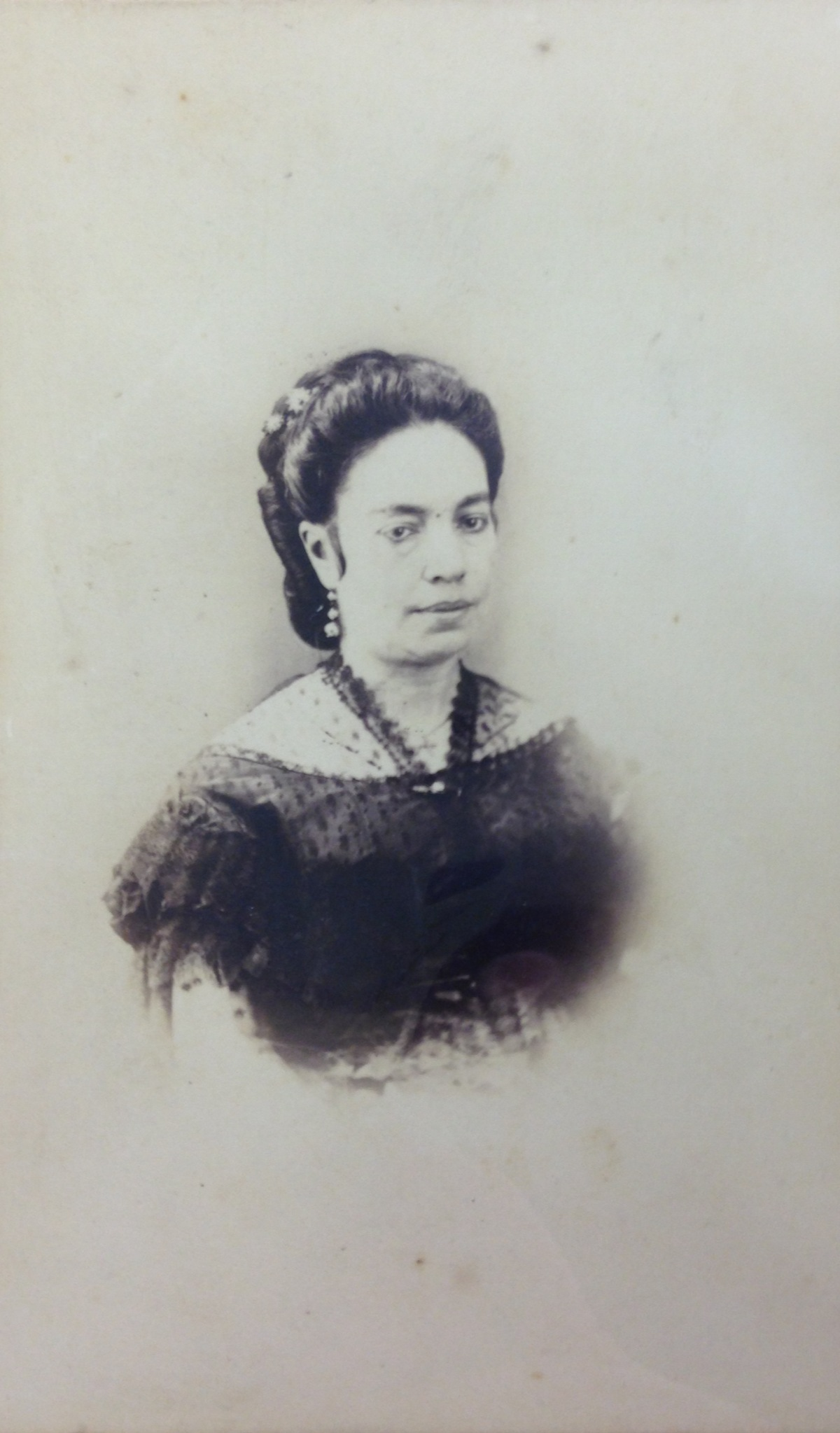
Portrétní fotografie v ateliéru
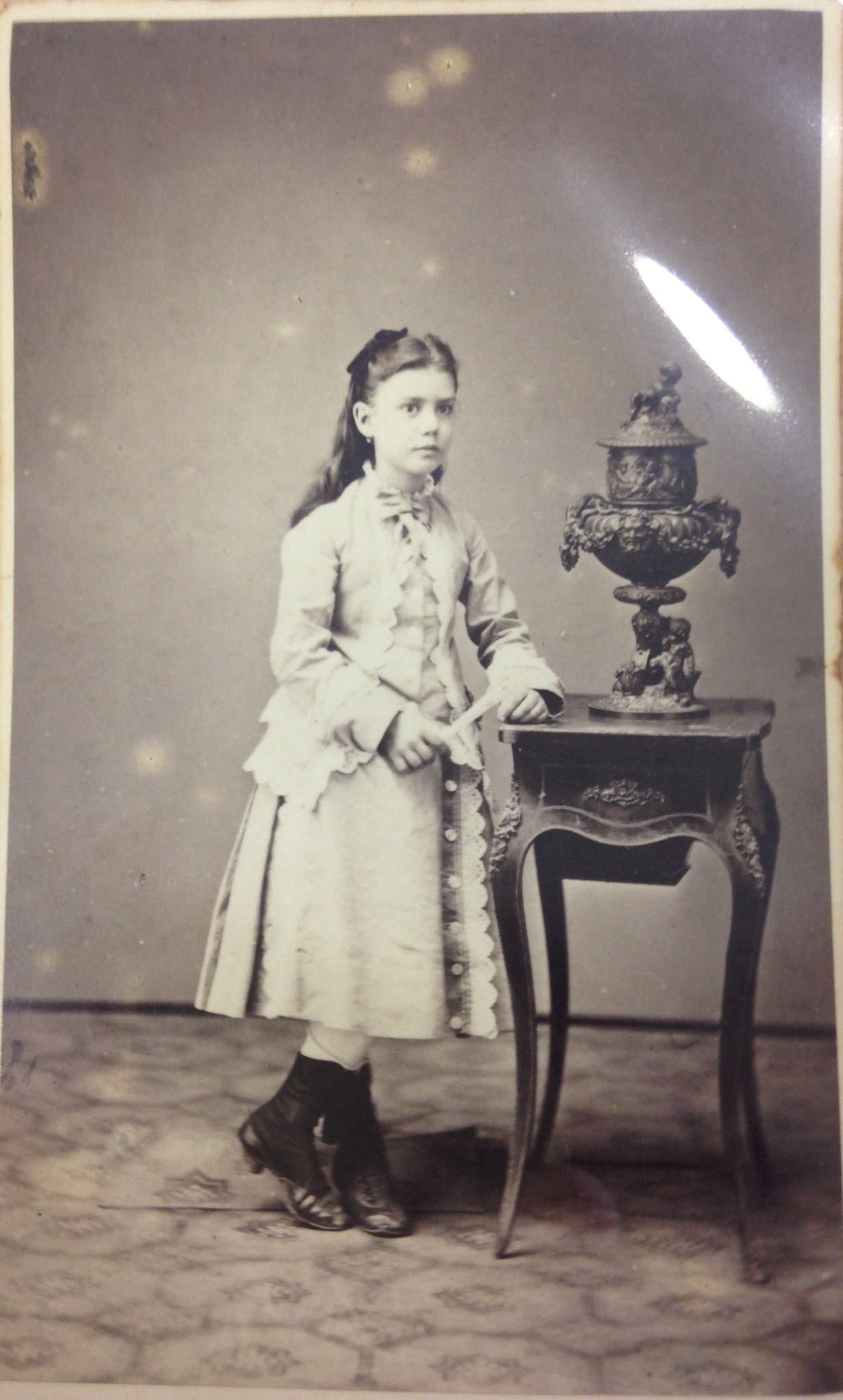
Portrétní fotografie v ateliéru
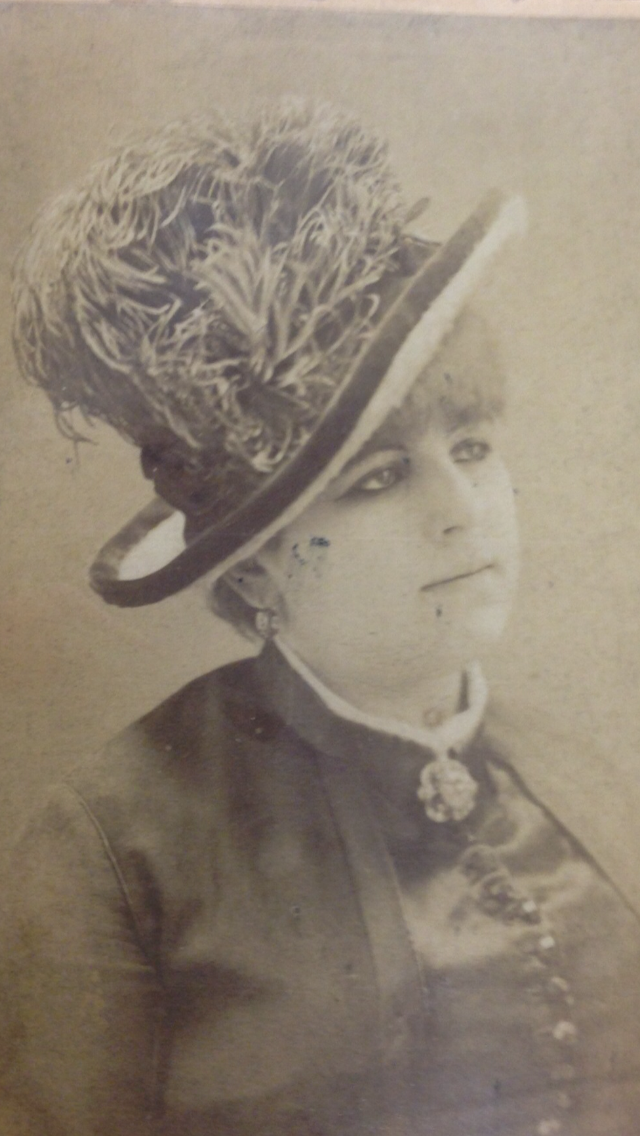
Portrétní fotografie v ateliéru